# أنونيسيدان (آيت ضوشن)
أنونيسيدان هو دُوَّار يقع بجماعة ويسلسات، إقليم ورززات، جهة درعة تافيلالت في المملكة المغربية. ينتمي الدوّار لمشيخة آيت ضوشن التي تضم 9 دواوير. يقدر عدد سكانه بـ 414 نسمة حسب الإحصاء الرسمي للسكان والسكنى لسنة 2004.

## روابط خارجية
- البوابة الوطنية للجماعات الترابية
- المندوبية السامية للتخطيط